# Serra del Reller
La Serra del Reller és una serra situada al municipi de Bellver de Cerdanya a la comarca de la Baixa Cerdanya, amb una elevació màxima de 2.298,5 metres.